# 狗行者経
『狗行者経』（くぎょうじゃきょう、巴: Kukkuravatika-sutta, クックラヴァティカ・スッタ）とは、パーリ仏典経蔵中部に収録されている第57経。『犬行者経』（けんぎょうじゃきょう）とも。
釈迦が裸行者であるプンナとセーニヤに仏法を説き、彼らを仏教へと帰依させる様を描く。

## 構成

### 登場人物
- 釈迦
- プンナ - 象を真似る行をしている裸行者
- セーニヤ - 犬を真似る行をしている裸行者

### 場面設定
ある時、釈迦は、コーリヤ（Koliya）人たちの街ハリッダヴァサナに滞在していた。
そこに象を真似る裸行者プンナと犬を真似る裸行者セーニヤがやって来て、互いの転生先をしつこく釈迦に尋ねる。
釈迦は、畜生を真似る者は畜生に生まれ変わると指摘しつつ、4つの業の分別を説く。
2人は法悦して三宝に帰依し、プンナは在家信徒に、セーニヤは出家して比丘となり、後に阿羅漢となった。

## 日本語訳
- 『南伝大蔵経・経蔵・中部経典2』（第10巻） 大蔵出版
- 『パーリ仏典 中部（マッジマニカーヤ）中分五十経篇I』 片山一良訳 大蔵出版
- 『原始仏典 中部経典2』（第5巻） 中村元監修 春秋社